# Las bicicletas son para el verano (pel·lícula)
Las bicicletas son para el verano és una pel·lícula espanyola de 1984 dirigida per Jaime Chávarri i basada en l'obra teatral homònima de Fernando Fernán Gómez.

## Argument
A l'estiu de 1936 esclata la Guerra Civil. A la ciutat de Madrid, la família formada pel senyor Luis, la seva esposa Dolores i els seus fills, Manolita i Luisito, comparteixen la quotidianitat de la guerra amb la criada i els veïns de la finca. Luisito, malgrat haver estat suspès, vol que el seu pare li compri una bicicleta. Però la situació obligarà a postergar la compra. I el retard, com la mateixa guerra, durarà molt més del que s'esperava.

## Repartiment
- Agustín González: Luis
- Amparo Soler Leal: Dolores
- Victoria Abril: Manolita
- Gabino Diego: Luisito
- Alicia Hermida: Doña Antonia
- Marisa Paredes: Doña Mª Luisa
- Patricia Adriani: María
- Carlos Tristancho: Julio
- Aurora Redondo: Doña Marcela
- Guillermo Marín: Don Simón
- Miguel Rellán: Basilio
- Emilio Gutiérrez Caba: Anselmo
- Laura del Sol: Ballarina

## Guardons
Premis
- 1984: Millor actor al Festival Internacional de Cinema de Karlovy Vary per Agustín González

Nominacions
- 1984: Fotogramas de Plata a la millor actriu de cinema per Victoria Abril
- 1984: Fotogramas de Plata al millor actor de cinema per Agustín González

## Rebuda
- Fotogramas: «Adaptació d'una interessant obra teatral de Fernando Fernán Gómez, en la que evocava experiències d'adolescència durant la guerra civil espanyola. Amb un repartiment d'excepció i uns considerables mitjans de producció, el conjunt resulta aparent però no aconsegueix evitar una molesta sensació de dispersió».[4]